# Праса-Онзи (станция метро)
Праса-Онзи (порт. Estação Praça Onze) — станция Линии 1 метрополитена Рио-де-Жанейро. Станция располагается в районе Сидади-Нова города Рио-де-Жанейро. Открыта 5 марта 1979 года.
Станция обслуживает около 13 000 пассажиров в день.
Станция имеет два выхода: Rua Laura de Araújo и Avenida Marquês de Sapucaí.

## Окрестности
- Самбодром
- Музей карнавала
- Центр искусств Гюльбенкяна
- Церковь Святой Анны
- Главный архив города Рио-де-Жанейро